# Joseph-Bernard Likolo Bokal’Etumba
Joseph-Bernard Likolo Bokal’Etumba (* 29. August 1967 in Kinshasa) ist ein kongolesischer Geistlicher und römisch-katholischer Bischof von Lisala.

## Leben
Joseph-Bernard Likolo Bokal’Etumba besuchte von 1987 bis 1988 das propädeutische Seminar in Kinshasa. Von 1988 bis 1991 studierte er Philosophie am Priesterseminar Saint André Kaggwa und von 1991 bis 1996 Katholische Theologie am Grand Séminaire de Theologie Saint Jean XXIII. in Kinshasa. Anschließend absolvierte Likolo Bokal’Etumba ein pastorales Praktikum in der Pfarrei Sainte Angèle in Kinshasa. Er empfing am 30. Mai 1999 das Sakrament der Priesterweihe für das Erzbistum Kinshasa.
Von 1999 bis 2004 war Joseph-Bernard Likolo Bokal’Etumba als Pfarrer der Pfarrei Sainte Angèle und als Direktor der dortigen Grundschule tätig. Anschließend ging er für weiterführende Studien nach Frankreich, wo er 2008 am Institut Catholique de Paris ein Lizenziat im Fach Katholische Theologie erwarb. 2010 wurde er Referent für die Seminaristen und Priester der Gemeinschaft Emmanuel in der Demokratischen Republik Kongo. Likolo Bokal’Etumba wurde 2013 am Päpstlichen Athenaeum Sant’Anselmo in Rom im Fach Liturgiewissenschaft promoviert. Nach der Rückkehr in seine Heimat lehrte er Liturgiewissenschaft am Grand Séminaire de Theologie Saint Jean XXIII. in Kinshasa. Zudem wurde er 2014 Direktor des Priesterfortbildungshauses Maison Jean-Jacques Olier und 2016 Sekretär der Kommission für den Gottesdienst und die Sakramentenordnung der Kongolesischen Bischofskonferenz (CENCO).
Am 15. Februar 2021 ernannte ihn Papst Franziskus zum Bischof von Lisala. Der Erzbischof von Kinshasa, Fridolin Kardinal Ambongo Besungu OFMCap, spendete ihm am 29. Mai desselben Jahres vor der Kathedrale Saint-Hermès in Lisala die Bischofsweihe; Mitkonsekratoren waren der Apostolische Nuntius in der Demokratischen Republik Kongo, Erzbischof Ettore Balestrero, und der Erzbischof von Mbandaka-Bikoro, Ernest Ngboko Ngombe CICM. Sein Wahlspruch Quærite primum regnum Dei (deutsch: Sucht zuerst das Reich Gottes) ist dem Matthäusevangelium (Mt 6,33 ) entnommen.
Vom 1. August 2023 bis zum 6. Juli 2025 war Likolo Bokal’Etumba zudem Apostolischer Administrator des vakanten Bistums Molegbe.